# Saint John (Jersey)
Saint John (in Jèrriais Saint Jean) è una delle dodici parrocchie in cui è suddiviso il Baliato di Jersey. Conta 2.618 abitanti.

## Amministrazione

### Gemellaggi
- Le Teilleul